# KF Fjarðabyggð
Knattspyrnufélag Fjarðabyggðar (kortweg Fjarðabyggð) was een IJslandse voetbalclub uit Fjarðabyggð, in de provincie Austurland in het oosten van het land. De clubkleuren zijn marineblauw-rood.

## Geschiedenis
Fjarðabyggð is opgericht in 2001 door een fusie van drie voetbalclubs: Þróttur Neskaupstað, Austri Eskifirði en Valur Reyðarfirði. Het jaar erna ontstond er ook een vrouwenelftal. In 2010 werd ook Súlan Stöðvarfirði bij de club gevoegd.

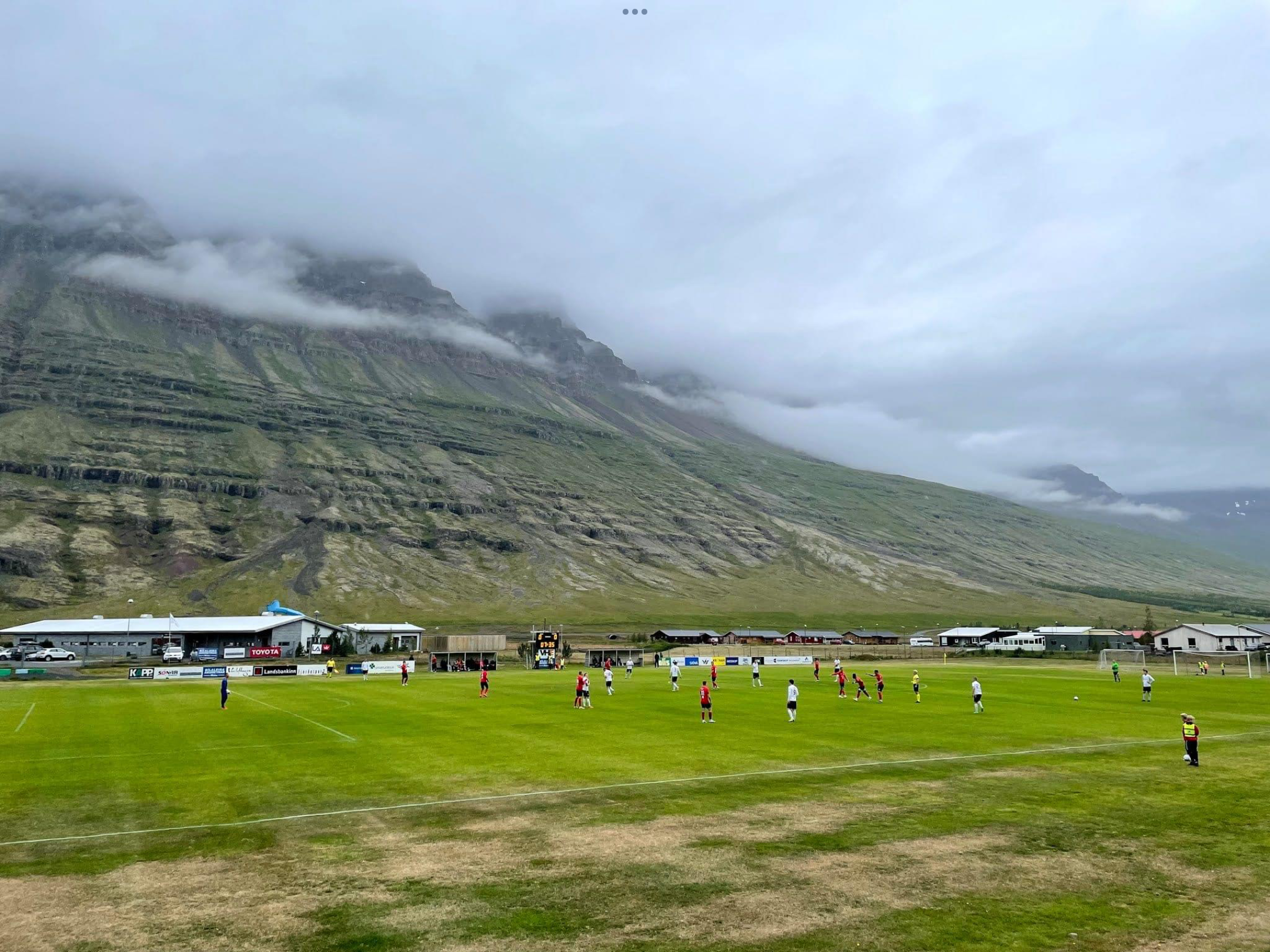
Eskjuvöllur

De club speelde in 2007 voor het eerst in de geschiedenis op het tweede niveau, de 1. deild karla. In 2009 werd daar de hoogste eindklassering ooit behaald, want men eindigde als vierde. Een jaar later degradeerde Fjarðabyggð naar de 2. deild karla. De ploeg kon de titelaspiraties niet waarmaken en eindigde slechts als zevende, zelfs nog achter Höttur, dat dat seizoen zou promoveren naar tweede klasse.
Het ging verder bergafwaarts met de club, want nog geen jaar later, in 2012, degradeerde men opnieuw. In één seizoen echter kon Fjarðabyggð weer terugkeren in de 2. deild karla. Daar behaalde de ploeg in het eerste jaar opnieuw promotie, onder leiding van trainer Brynjar Þór Gestsson. Daardoor zal de club sinds 2010 weer actief zijn in de 1. deild karla.
Voetbalclubs uit de provincie Austurland spelen meestal op de lagere niveaus in IJsland. KFF is een uitzondering, omdat de club al een aantal seizoenen op het tweede niveau heeft meegespeeld. In het seizoen 2016 echter zal Fjarðabyggð in de 1. deild karla vergezeld worden door twee andere voetbalclubs uit Austurland: Leiknir Fáskrúðsfirði en Huginn promoveerden in het seizoen 2015 vanuit de 2. deild karla. Het is de eerste keer ooit dat er drie clubs uit de oostelijke provincie op het tweede niveau actief zijn. Fjarðabyggð degradeerde in dat seizoen rechtstreeks terug.

### Fusie standaardelftal
In 2022 kwam Knattspyrnufélag Austfjarða tot stand, een fusie van de standaardelftallen van Leiknir Fáskrúðsfirði en Fjarðabyggð om het voetbal in de gemeente en in de regio Austurland naar een hoger niveau te tillen. KFA ging voor het eerst van start in de competitie waar Fjarðabyggð voor het laatst actief was, de 2. deild karla.